# Liste der Kulturdenkmale in Raschütz
In der Liste der Kulturdenkmale in Raschütz sind die Kulturdenkmale des Colditzer Ortsteils Raschütz verzeichnet, die bis Mai 2024 vom Landesamt für Denkmalpflege Sachsen erfasst wurden (ohne archäologische Kulturdenkmale). Die Anmerkungen sind zu beachten.
Diese Aufzählung ist eine Teilmenge der Liste der Kulturdenkmale in Colditz.

## Raschütz
| Bild           | Bezeichnung                                                          | Lage                               | Datierung                 | Beschreibung | ID       |
| -------------- | -------------------------------------------------------------------- | ---------------------------------- | ------------------------- | --- | -------- |
| Weitere Bilder | Ehemaliger Gasthof zum goldnen Pflug, mit Scheune und Hofpflasterung | Raschützer Lindenstraße 1 (Karte)  | 1. Hälfte 19. Jahrhundert | Stattlicher Putzbau mit Porphyrtuffelementen, Scheune teils Fachwerk, teils Bruchsteinmauerwerk, ortsgeschichtlich und ortsbildprägend von Bedeutung. - Gasthof: massiv in Bruchstein, Krüppelwalmdach, symmetrische Fassadenaufteilung, dreiachsiger Mittelrisalit mit Dreieckgiebel, Porphyrtuffgewände, am Mittelrisalit profilierte Stürze und Sohlbänke, an den Giebeln schöne dreigeteilte Fenster - Scheune: Vorderfront Fachwerk, Giebel und Rückfront massiv in Bruchstein, Krüppelwalmdach mit Hecht, zwischen den beiden Toren Kellereingang mit Porphyrtuffgewände               | 08971116 |
| Weitere Bilder | Seitengebäude (mit Durchfahrt) eines ehemaligen Vierseithofes        | Raschützer Lindenstraße 4 (Karte)  | Bezeichnet mit 1831       | Regionaltypischer Fachwerkbau, heimat- und baugeschichtliche Bedeutung. - Seitengebäude: zweigeschossig, Erdgeschoss massiv in Bruchsteinmauerwerk, Obergeschoss zweiriegliges Fachwerk, Satteldach, Giebel teils verbrettert, teils verschiefert, Türgewände in Rochlitzer Porphyrtuff, Schlussstein bezeichnet mit „L 1831“, seitlich Durchfahrt - Wohnhaus (Streichung 2012): zweigeschossig, Erdgeschoss massiv, Obergeschoss Fachwerk, verputzt, ursprünglich freiliegend, Wilder-Mann-Motiv - nördliches Seitengebäude (Abbruch vor 2012): massives Erdgeschoss, Fachwerk-Obergeschoss | 08971113 |
| Weitere Bilder | Ehemalige Schmiede                                                   | Raschützer Lindenstraße 17 (Karte) | Um 1830                   | Zeit- und regionaltypischer Fachwerkbau, ortsbildprägende Randlage, orts- und baugeschichtliche Bedeutung. Zweigeschossig, Krüppelwalmdach, Erdgeschoss und Giebel massiv, Vorderfront im Obergeschoss Fachwerk, im Erdgeschoss zum Teil Porphyrtuffgewände, Türrahmung profiliert, mit Flachbogen und Schlussstein, an den Giebeln entstellende Veränderungen, Fenster und Garagentore | 08971115 |

## Tabellenlegende
- Bild: Bild des Kulturdenkmals, ggf. zusätzlich mit einem Link zu weiteren Fotos des Kulturdenkmals im Medienarchiv Wikimedia Commons. Wenn man auf das Kamerasymbol klickt, können Fotos zu Kulturdenkmalen aus dieser Liste hochgeladen werden:
- Bezeichnung: Denkmalgeschützte Objekte und ggf. Bauwerksname des Kulturdenkmals
- Lage: Straßenname und Hausnummer oder Flurstücknummer des Kulturdenkmals. Die Grundsortierung der Liste erfolgt nach dieser Adresse. Der Link (Karte) führt zu verschiedenen Kartendiensten mit der Position des Kulturdenkmals. Fehlt dieser Link, wurden die Koordinaten noch nicht eingetragen. Sind diese bekannt, können sie über ein Tool mit einer Kartenansicht einfach nachgetragen werden. In dieser Kartenansicht sind Kulturdenkmale ohne Koordinaten mit einem roten bzw. orangen Marker dargestellt und können durch Verschieben auf die richtige Position in der Karte mit Koordinaten versehen werden. Kulturdenkmale ohne Bild sind an einem blauen bzw. roten Marker erkennbar.
- Datierung: Baubeginn, Fertigstellung, Datum der Erstnennung oder grobe zeitliche Einordnung entsprechend des Eintrags in der sächsischen Denkmaldatenbank
- Beschreibung: Kurzcharakteristik des Kulturdenkmals entsprechend des Eintrags in der sächsischen Denkmaldatenbank, ggf. ergänzt durch die dort nur selten veröffentlichten Erfassungstexte oder zusätzliche Informationen
- ID: Vom Landesamt für Denkmalpflege Sachsen vergebene, das Kulturdenkmal eindeutig identifizierende Objekt-Nummer. Der Link führt zum PDF-Denkmaldokument des Landesamtes für Denkmalpflege Sachsen. Bei ehemaligen Kulturdenkmalen können die Objektnummern unbekannt sein und deshalb fehlen bzw. die Links von aus der Datenbank entfernten Objektnummern ins Leere führen. Ein ggf. vorhandenes Icon  führt zu den Angaben des Kulturdenkmals bei Wikidata.